# Brampton—Chinguacousy Park
Pour les articles homonymes, voir Brampton.
Circonscription électorale fédérale du Canada
Brampton—Chinguacousy Park est une circonscription électorale fédérale canadienne située en Ontario.
Le nom de la circonscription fait référence au Donald M. Gordon Chinguacousy Park (en).

## Géographie
La circonscription est créée en 2023 d'une partie des circonscriptions de Brampton-Centre et de Brampton-Nord. 
En 2025, la circonscription consiste en les secteurs à l'est de l'Autoroute 410 de la circonscription de Brampton-Centre, ainsi que les quartiers de Westgate, Central Park et Northgate. Elle inclus aussi la partie du quartier Sandringham-Wellington à l'est de la Dixie Road et la partie sud de Sandalwood Parkway de l'ancienne circonscription de Brampton-Nord.

## Députés
| Législature                                                             | Années          | Député      | Parti | Parti   |
| ----------------------------------------------------------------------- | --------------- | ----------- | ----- | ------- |
| Brampton—Chinguacousy Park issue de Brampton-Centre et de Brampton-Nord |                 |             |       |         |
| 45e                                                                     | 2025 – en cours | Shafqat Ali |       | Libéral |